# Mihajlo Mamukovics Meszhi
Mihajlo Mamukovics Meszhi (ukránul: Миха́йло Маму́кович Ме́схі ; Doneck, 1997. február 26. –) ukrán labdarúgó, a  Kolorcity Kazincbarcika játékosa.

## Pályafutása

### Klubcsapatokban
Meszhi az ukrán Metalurh Doneck csapatánál kezdte pályafutását. 2018 nyarán szerződtette őt a magyar élvonalbeli Mezőkövesdi SE együttese. Három idény során 55 tétmérkőzésen lépett pályára. A 2021–22-es idényben hazája élvonalában szereplő kárpátaljai FK Minajban játszott. Összesen 42 alkalommal játszott az ukrán élvonalban. Az ukrán bajnokság félbeszakítása után, 2022 júliusában visszatért Magyarországra, és a Kecskeméti TE csapatához igazolt. Itt három szezon alatt 57 mérkőzésen lépett pályára.
2025 júniusában az NB I újoncához, a Kolorcity Kazincbarcikához igazolt.

## Sikerei, díjai

### Klubcsapatokkal
Mezőkövesdi SE
- Magyar Kupa ezüstérmes: 2020

 Kecskeméti TE
- Magyar labdarúgó-bajnokság ezüstérmes: 2022–23[4]